# Stara Zagora
Stara Zagora je šesti grad po veličini u Bugarskoj. Nalazi se u središnjem dijelu zemlje i upravno je sjedište istoimene oblasti te važno gospodarsko središte. Poznat je po svom pravilnom ortogonalnom rasporedu ulica, lipama i pjesnicima.

## Zemljopisne karakteristike
Stara Zagora se nalazi u središnjem dijelu Bugarske, oko 230 km istočno od Sofije. Pored grada prolazi važna prometnica Sofija - Burgas. Kraj Zagora je najsjeverniji dio povijesne pokrajine Tračke.
Grad se nalazi na južnim padinama masiva Balkana na rijeci Bedečka. Južnije od grada počinje dolina rijeke Marice.
Klima u gradu je umjereno kontinentalna sa snažnim utjecajem sredozemlja, tako da su ljeta u gradu izuzetno vruća i suha.

## Povijest
Za Staru Zagoru se drži da je jedno od najstarijih naselja u Bugarskoj i južnoj Europi.
Prvotno naselje osnovali su Tračani u 6. ili 5. stoljeću pr. Kr. pod imenom Beroe (što znači željezo). Područje oko grada bilo je rudarsko još od antičkih vremena, tako su pronađeni ostatci rudarskih nastamba i rudnik bakra iz neolitika.
U vrijeme Rima, grad je u čast cara Trajana.preimenovan u Ulpia Augusta Traiana
Za vrijeme Bizanta, grad je promijenio ime u Irinopolis u čast bizantske carice Irene. Zidine oko grada obnovljene su i pojačane zbog učestalih napada Bugara. No ni one nisu pomogle i Irinopolis je, kao i čitav kraj Zagora, potpao pod vlast Bugara 717. godine. Teritorij je darovan bugarskom kanu Tervelu, kao bizantski dar za pomoć koju su Bugari pružili u pobjedi protiv Arapa, kad su oni pokušali zauzeti Konstantinopol. Tako je Zagora postala prvo bugarsko teritorijalno proširenje južno od masiva Stare Planine. Grad je tada prezvan u Boruj.
Godine 1122. grad Stara Zagora (tada Beroja) bio je poprište bitke između bizantskog cara Ivana II. Komnena i snaga Pečenega, koje su nadirale u teritorij Bizanta (Bitka kod Beroja 1122.). Pečenezi su bitku izgubili, a mnogi zarobljenici su prisilno naseljeni kao čuvari (foederati) bizantske granice. Godine 1208. mjesto je bilo poprište još jedne velike bitke, kad su Bugari pobijedili vojsku Latinskog Carstva (Bitka kod Beroja 1208.)
Turci su zauzeli Staru Zagoru 1371. Naselje je vremenom postalo mali orijentalni gradić.
Prva osnovna škola podignuta je tek 1840. godine, a 1854. je ime grada promijenjeno u Železnik (bugarski: Железник), što je bio doslovan prijevod turskog imena mjesta Eskizağra a što je pak bio prijevod starijeg tračkog imena mjesta Beroa. Godine 1870. grad je ponovno izmijenio ime u današnje  Stara Zagora.
Po oslobođenju Bugarske od osmanske vlasti 1878., Stara Zagora je postala dio tada autonomne Istočne Rumelije, do ujedinjenja u jedinstvenu Bugarsku državu 1886. godine.

## Stanovništvo

### Rast stanovništva
| Godina        | Stanovništvo (po podatcima iz travnja 2002.) |
| ------------- | -------------------------------------------- |
| 1875.         | 23.000                                       |
| 1884.         | 15.500                                       |
| 1901. – 1913. | 27.000                                       |
| 1934.         | 34.000                                       |
| 1940.         | 40.000                                       |
| 1956.         | 56.000                                       |
| 1965.         | 87.000                                       |
| 1968.         | 100.000                                      |
| 1975.         | 122.000                                      |
| 1985.         | 157.000                                      |
| 1992.         | 162.000                                      |
| 2002.         | 164.000                                      |

## Gradovi prijatelji
- Radom (Poljska)
- Larisa (Grčka)
- Samara (Rusija)
- County Down (Ujedinjeno Kraljevstvo)
- Kruševac (Srbija)
- Barreiro (Portugal)

## Vanjske poveznice
- Regionalni muzej Stara Zagora (bug.) (engl.)
- Turističke informacije o Staroj Zagori  Arhivirana inačica izvorne stranice od 17. veljače 2007. (Wayback Machine) (bug.) (engl.)
- Fotografije iz Stare Zagore